# Tumbas de Bikivniá
Las tumbas de Bikivniá (en ucraniano: Биківнянські могили) es un monumento histórico nacional junto al antiguo pueblo de Bikivniá (en ucraniano: Биківня; en ruso: Быковня; en polaco: Bykownia) dentro del bosque de Kiev, conocido como bosque de Bikivniá. Durante el período estalinista en la Unión Soviética, fue uno de los sitios de fosas comunes sin marcar donde la NKVD, la policía secreta soviética, se deshizo de miles de «enemigos del estado soviético» que había sido ejecutados. Bikivniá como lugar residencial todavía existe como una localidad oscilante con el mismo bosque de Bikivniá. El monumento nacional está ubicado frente a la arteria vial Perspectiva Brovarskyi de Bikivniá, junto a la antigua granja pesquera soviética Rybne en la espesura del bosque.
El número de cadáveres enterrados allí se estima desde «docenas de miles»  a 30 000 o 100 000, aunque algunas estimaciones las sitúan en 200 000.

## Cementerio
Desde principios de la década de 1920 hasta finales de la década de 1940, durante las purgas estalinistas, el gobierno soviético trasladó los cuerpos de los presos políticos torturados y asesinados a los bosques de pinos a las afueras del pueblo de Bikivniá y los enterró en una tumba de 15 metros cuadrados. Hasta el momento, 210 fosas comunes independientes han sido identificadas por arqueólogos polacos y ucranianos que trabajan en el sitio. Durante la retirada soviética en las primeras etapas de la Operación Barbarroja, las tropas del Ejército Rojo arrasaron el pueblo hasta los cimientos. El sitio de la fosa común fue descubierto por los alemanes junto con muchos otros sitios similares en toda la Unión Soviética. Sin embargo, tras el descubrimiento de la masacre de Katyn, los lugares de enterramiento de Bikivniá ya no formaban parte de la propaganda alemana. Después de la reconquista soviética del área en el curso de la Segunda Batalla de Kiev en 1943, el sitio fue nuevamente clasificado por la NKVD. En la década de 1950, el pueblo fue reconstruido como un suburbio de Kiev. En la década de 1970, las autoridades soviéticas planearon construir una gran estación de autobuses en el sitio de la fosa común, pero el plan fue abandonado.
Los historiadores polacos emigrados encontraron un documento que atestigua los orígenes de las víctimas de Bykovnia en los archivos de la Alemania nazi después de la guerra. Investigadores polacos estiman que, además de las víctimas soviéticas del Gran Terror, el sitio podría ser el lugar de descanso final de 3435 oficiales polacos capturados por el Ejército Rojo durante la invasión soviética de Polonia junto con la Alemania nazi en 1939, la mayoría de los cuales fueron ejecutados. en la primavera de 1940 con más de 20 000 oficiales e intelectuales polacos en la masacre de Katyn. Sin embargo, como las autoridades soviéticas negaron su responsabilidad, no había forma de confirmar que las víctimas de las purgas estalinistas estuvieran realmente enterradas allí. Durante la era soviética, la existencia del sitio se planteó a las autoridades en numerosas ocasiones y el incidente más famoso ocurrió cuando lo hizo el poeta ucraniano Vasyl Symonenko en 1962. Fue brutalmente golpeado por agentes de la ley soviéticos y poco después murió en el hospital por insuficiencia renal.

### Conmemoración

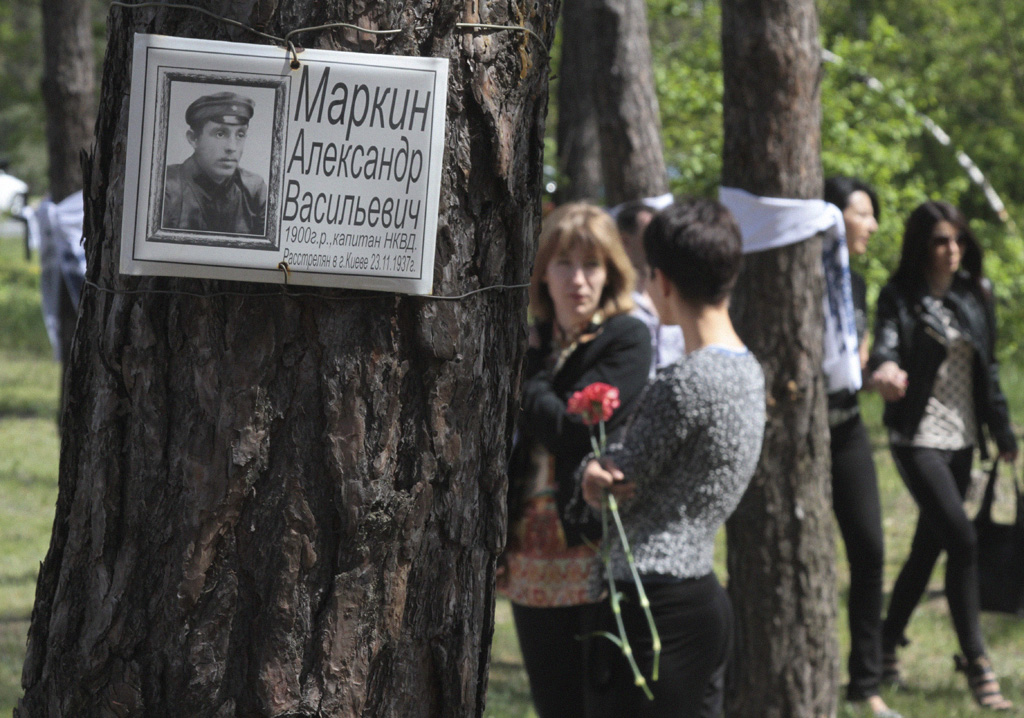
El Día de la Memoria de las Víctimas de la Represión Política, las gentes acuden a la Reserva Nacional de las Fosas Comunes de Bikivniá.

No fue hasta la década de 1990 que las autoridades de la Ucrania independiente confirmaron el entierro de miles de víctimas allí. El 30 de abril de 1994, se inauguró en Bikivniá un gran monumento a las víctimas del comunismo. Casi al mismo tiempo comenzaron los trabajos arqueológicos, con la participación de científicos ucranianos y polacos. En 2001, el gobierno de Viktor Yanukovych proclamó la voluntad de convertir los bosques de Bikivniá en un Complejo Histórico-Conmemorativo Estatal «Tumbas de Bikivniá». El plan fue llevado a cabo por Viktor Yushchenko el 17 de mayo de 2006. En un paso hacia el descubrimiento de esta parte de la historia de Ucrania, Viktor Yushchenko se convirtió en el primer presidente ucraniano en participar en la ceremonia anual del Día del Recuerdo el 21 de mayo para honrar a las aproximadamente 100.000 personas enterradas en la fosa común en las afueras de Kiev. «Debemos saber la verdad. ¿Por qué nuestra nación perdió más de 10 millones de personas sin una guerra?», dijo Yushchenko durante el evento de 2006.

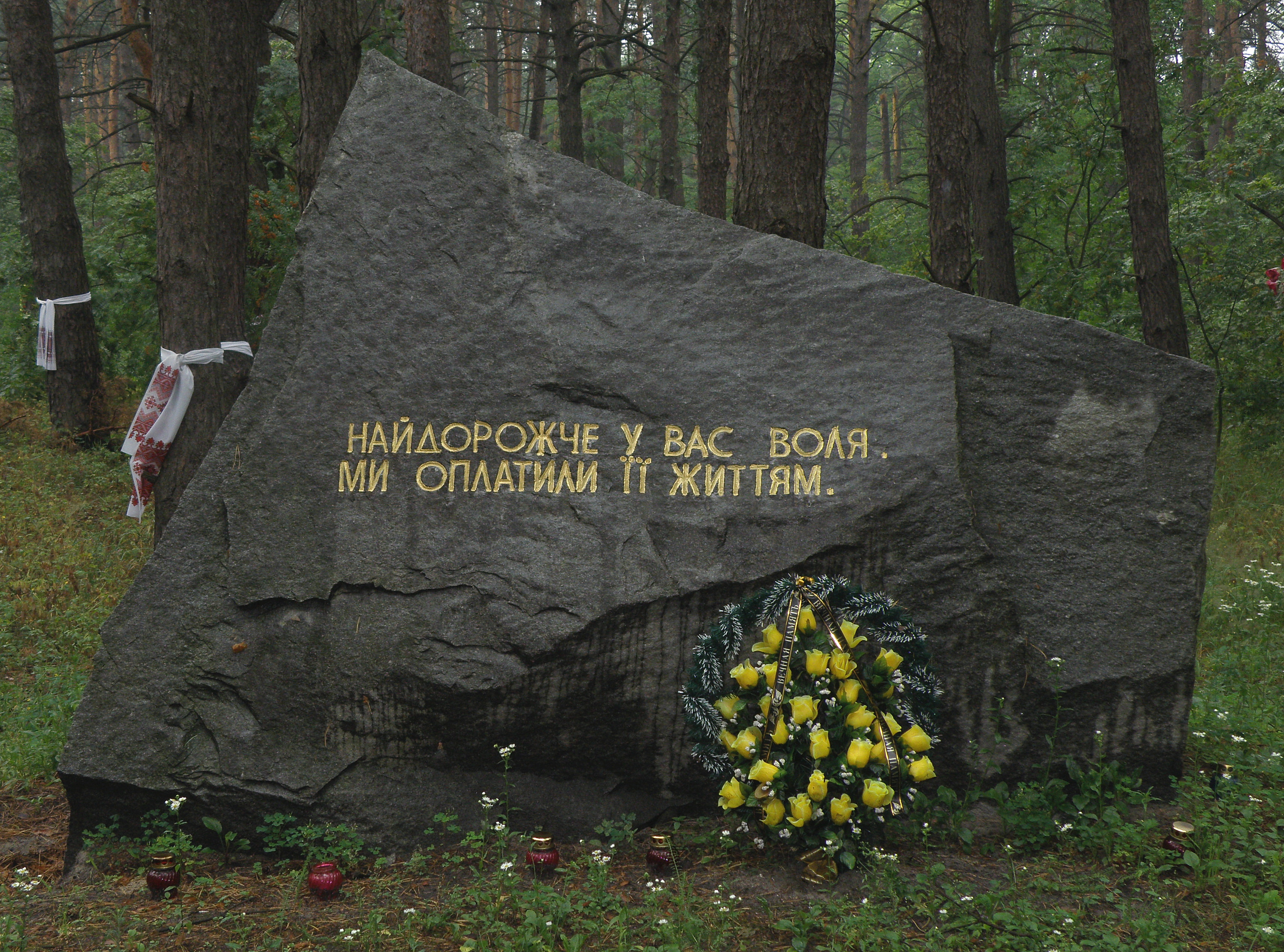
Monumento de Bikivniá.

Desde 2006, investigadores polacos han encontrado varios cuerpos de prisioneros polacos asesinados en la primavera de 1940 durante la masacre de Katyn. Aparte de los cuerpos, los investigadores polacos encontraron objetos de uso cotidiano, como un peine, en el que el propietario, un oficial polaco desconocido, grabó varios nombres, como Franciszek Strzelecki, Ludwik Dworak o Szczyrad (este podría estar refiriéndose al Coronel Bronisław Mikołaj Szczyradłowski, comandante adjunto de la defensa de Leópolis en septiembre de 1939). Asimismo, en el mismo lugar se encontró una chapa de identificación perteneciente al Sargento Józef, soldado del batallón Skalat del Cuerpo de Defensa Fronteriza. Todos los nombres pertenecen a la «Lista ucraniana de Katyn» de víctimas de la masacre de Katyn y sirven como prueba de que Bikivniá está conectado con el crimen de Katyn.